# Paul Faber (Manager)
Paul Faber (* 29. Juni 1880 in Saargemünd, Bezirk Lothringen; † 2. Dezember 1951) war ein deutscher Metallurg, Manager in der Stahlindustrie und spielte eine wichtige Rolle in der Geschichte der französischen Stahlindustrie in der ersten Hälfte des 20. Jahrhunderts.

## Leben

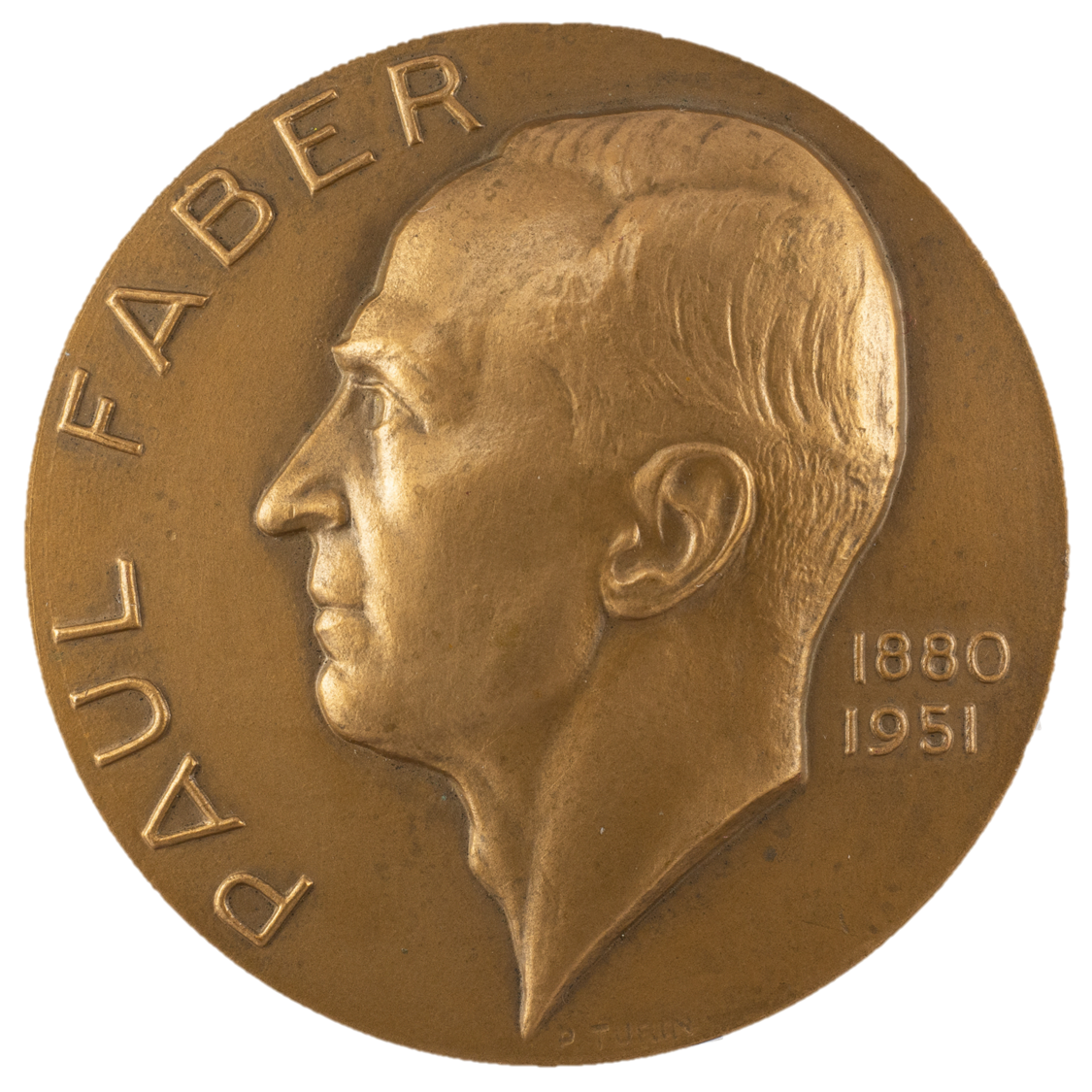
Paul Faber Medaille aus Bronze mit seinem Konterfei (entworfen von Pierre Louis Aristide Turin)

Paul Faber wurde 1906 an der Königlichen Technischen Hochschule zu Berlin (heute Technische Universität Berlin) mit dem Thema Beiträge zur Kenntnis des sechswertigen Titan (Gutachter: Otto Julius Weeren und Walther Mathesius) zum Dr.-Ing. promoviert. Er war Mitglied im Akademischen Verein Eisenhütte, dem späteren Corps Montania Breslau, welches 1933 mit dem Corps Silingia Breslau zu Köln zusammenging.
Paul Faber war Generaldirektor (président-directeur général) der 1912 gegründeten Fabrique Parisienne de Mèches Américaines et d’Outillage de Précision (u. a. mit dem zugehörigen Werk Mécano) in La Courneuve nördlich von Paris. Die Produktion war spezialisiert auf Präzisionswerkzeuge (u. a. Gewindebohrer, Bohrer, Fräser). Auf einer Werbeanzeige des Unternehmens war ein Speerwerfer abgebildet, der einen Bohrer in die Luft schleudert. Der Slogan lautete: „Die Werkzeuge von Mécano, La Courneuve, Seine, Frankreich – werden in die ganze Welt hinausgeschleudert.“ Zu dieser Zeit griff die gesamte französische Industrie auf diese Präzisionswerkzeuge zurück, die weltweit exportiert wurden und deren Ruf sich über Frankreich hinaus verbreitete.
Während des 1. Weltkriegs geriet das Werk in La Courneuve in starke Schwierigkeiten, weil der Zugang zu englischem Stahl fehlte. Diese Krise war der Ausgangspunkt zur Gründung der Société Anonyme des Aciéries de Champagnole am 16. Juni 1916, mit dem Ziel, eine unabhängige französische (Stahl-)Versorgung für das Werk in La Courneuve sicherzustellen. Das neue Unternehmen fokussierte sich auf die Herstellung von Schnellarbeitsstahl (acier rapide) in Stangenform für Werkzeugbau sowie auf Spezialstähle für den Maschinenbau, die Automobilindustrie (u. a. Ventile), die Luftfahrt und die Rüstungsindustrie. Neben seiner Tätigkeit in La Courneuve übernahm Paul Faber auch für das neu gegründete Werk in Champagnole die Generaldirektion.
Unter seiner Leitung entwickelte sich das Unternehmen zu einem der führenden Anbieter auf dem französischen und europäischen Stahlmarkt. Ab den 1960er war die Société Anonyme des Aciéries de Champagnole einer der wichtigsten französischen Produzenten von Schnellarbeitsstahl mit einem Marktanteil von etwa 35 % in Frankreich. Heute gehören einige der ehemaligen Fabriken und Werke zu Erasteel SAS, einem international agierenden Unternehmen der Stahl- und Eisenindustrie. Das Gelände in La Courneuve gilt außerdem seit 1984 als kommunales Kulturerbe (comme patrimoine communal).

„Zum Beispiel erscheint es mir unerlässlich, über Paul Faber zu sprechen – einen Industriellen, der mehr als 30 Jahre lang Direktor der Mecano-Fabrik war“

Paul Faber war zu seiner Zeit als Generaldirektor in La Courneuve und Champagnole eine wichtige Persönlichkeit der französischen Stahlindustrie in der ersten Hälfte des 20. Jahrhunderts. Er verstarb 1951. Der bekannte französische Medailleur und Bildhauer, Pierre Louis Aristide Turin, entwarf 1966 eine Münze anlässlich des fünfzigjährigen Bestehens des Werks in Champagnole. Auf deren Vorderseite ist das Konterfei von Paul Faber zu sehen.
In Champagnole, im Département Jura, erinnert heute die Rue Paul Faber sowie die ab den 1930er Jahren unter seiner Leitung errichtete und stetig erweiterte Werksiedlung Cité des Aciéries an der Route de Sapois an sein Wirken.

## Auszeichnungen
- Chevalier de la Légion d’Honneur (französischer Verdienstorden)[2][20]

## Mitgliedschaften
- American Electrochemical Society
- American Institute of Mining and Metallurgical Engineers
- Gesellschaft für Erzbergbau, Metallhüttenwesen und Metallkunde
- Société de Chimie Industrielle
- Société des Ingénieurs de l'Automobile

## Werke (Auszug)
Sortiert nach Veröffentlichungsjahr (absteigend):
- Faber, P. (1907). Über das Wesen des sechswertigen Titans. Zeitschrift für analytische Chemie, 46(5), 277–291.[21]
- Faber, P. (1906). Beiträge zur Kenntnis des sechswertigen Titan. Ebering, Berlin.

## Patente (Auszug)
- Patent  GB191006622A: Improvements in the Manufacture of Coke. Angemeldet am 16. März 1910, veröffentlicht am 6. Oktober 1910, Anmelder: Dr. Ludwig Heinrich Diehl, Paul Faber, Erfinder: Dr. Ludwig Heinrich Diehl, Paul Faber.‌
- Patent  DE233802: Verfahren zur Herstellung von Hüttenkoks unter Zuschlag von den Schwefel der Kohle bindenden basischen Stoffen. Erfinder: Dr. Ludwig Heinrich Diehl, Paul Faber.‌